# Pan-Amerikaans kampioenschap handbal mannen 2016
Het Pan-Amerikaans kampioenschap handbal mannen 2016 was de zeventiende editie van dit toernooi, dat ditmaal werd gehouden in de Argentijnse hoofdstad Buenos Aires. Het begon op zaterdag 11 juni en eindigde op zondag 19 juni 2016. Winnaar Brazilië plaatste zich voor het wereldkampioenschap 2017, evenals de nummers twee en drie, respectievelijk Chili en Argentinië. Het toernooi zou oorspronkelijk gehouden worden in Barquisimeto, Venezuela, maar vanwege de economische crisis trok dat land zich terug als gastheer, waarna het toernooi aan Argentinië werd toegewezen. Mexico verving Venezuela. De loting vond plaats op 23 april 2016 in het Planetario in Buenos Aires.

## Voorronde

### Groep A

#### Eindstand
| № | Land       | Wedstrijden | Wedstrijden | Wedstrijden | Wedstrijden | Doelpunten | Doelpunten | Doelpunten | Punten |
| - | ---------- | ----------- | ----------- | ----------- | ----------- | ---------- | ---------- | ---------- | ------ |
| № | Land       | G           | W           | G           | V           | V          | T          | Saldo      | Punten |
| 1 | Chili      | 5           | 4           | 0           | 1           | 171        | 109        | +62        | 8      |
| 2 | Argentinië | 5           | 4           | 0           | 1           | 161        | 88         | +73        | 8      |
| 3 | Groenland  | 5           | 4           | 0           | 1           | 166        | 131        | +35        | 8      |
| 4 | Mexico     | 5           | 2           | 0           | 3           | 122        | 159        | –37        | 4      |
| 5 | Canada     | 5           | 1           | 0           | 4           | 110        | 162        | –52        | 2      |
| 6 | Guatemala  | 5           | 0           | 0           | 5           | 101        | 181        | –81        | 0      |

### Groep B

#### Eindstand
| № | Land             | Wedstrijden | Wedstrijden | Wedstrijden | Wedstrijden | Doelpunten | Doelpunten | Doelpunten | Punten |
| - | ---------------- | ----------- | ----------- | ----------- | ----------- | ---------- | ---------- | ---------- | ------ |
| № | Land             | G           | W           | G           | V           | V          | T          | Saldo      | Punten |
| 1 | Brazilië         | 5           | 5           | 0           | 0           | 214        | 78         | +136       | 10     |
| 2 | Uruguay          | 5           | 4           | 0           | 1           | 135        | 113        | +22        | 8      |
| 3 | Puerto Rico      | 5           | 3           | 0           | 2           | 145        | 143        | +2         | 6      |
| 4 | Verenigde Staten | 5           | 2           | 0           | 3           | 122        | 143        | –21        | 4      |
| 5 | Colombia         | 5           | 1           | 0           | 4           | 100        | 169        | –69        | 2      |
| 6 | Paraguay         | 5           | 0           | 0           | 5           | 115        | 185        | –70        | 0      |

## Eindronde

### Plaatsingswedstrijden
| 18 juni 2016 18:00 | Groenland | 37 – 30 | Verenigde Staten | Tecnópolis, Buenos Aires |
| 18 juni 2016 18:00 | (14–14)   |         |                  | Tecnópolis, Buenos Aires |
| 18 juni 2016 18:00 |           |         |                  | Tecnópolis, Buenos Aires |

| 18 juni 2016 20:00 | Puerto Rico | 30 – 29 | Mexico | Tecnópolis, Buenos Aires |
| 18 juni 2016 20:00 | (14–16)     |         |        | Tecnópolis, Buenos Aires |
| 18 juni 2016 20:00 |             |         |        | Tecnópolis, Buenos Aires |

### Halve finales
| 18 juni 2016 14:00 | Brazilië | 23 – 20 | Argentinië | Tecnópolis, Buenos Aires |
| 18 juni 2016 14:00 | (9–9)    |         |            | Tecnópolis, Buenos Aires |
| 18 juni 2016 14:00 |          |         |            | Tecnópolis, Buenos Aires |

| 18 juni 2016 1:600 | Uruguay | 24 – 31 | Chili | Tecnópolis, Buenos Aires |
| 18 juni 2016 1:600 | (13–14) |         |       | Tecnópolis, Buenos Aires |
| 18 juni 2016 1:600 |         |         |       | Tecnópolis, Buenos Aires |

### Om elfde plaats
| 18 juni 2016 10:00 | Paraguay | 25 – 31 | Guatemala | Tecnópolis, Buenos Aires |
| 18 juni 2016 10:00 | (16–14)  |         |           | Tecnópolis, Buenos Aires |
| 18 juni 2016 10:00 |          |         |           | Tecnópolis, Buenos Aires |

### Om negende plaats
| 18 juni 2016 12:00 | Colombia | 29 – 21 | Canada | Tecnópolis, Buenos Aires |
| 18 juni 2016 12:00 | (14–10)  |         |        | Tecnópolis, Buenos Aires |
| 18 juni 2016 12:00 |          |         |        | Tecnópolis, Buenos Aires |

### Om zevende plaats
| 19 juni 2016 12:30 | Mexico  | 31 – 27 | Verenigde Staten | Tecnópolis, Buenos Aires |
| 19 juni 2016 12:30 | (17–15) |         |                  | Tecnópolis, Buenos Aires |
| 19 juni 2016 12:30 |         |         |                  | Tecnópolis, Buenos Aires |

### Om vijfde plaats
| 19 juni 2016 14:30 | Groenland | 44 – 22 | Puerto Rico | Tecnópolis, Buenos Aires |
| 19 juni 2016 14:30 | (18–11)   |         |             | Tecnópolis, Buenos Aires |
| 19 juni 2016 14:30 |           |         |             | Tecnópolis, Buenos Aires |

### Troostfinale
| 19 juni 2016 19:00 | Argentinië | 29 – 13 | Uruguay        | Tecnópolis, Buenos Aires |
| 19 juni 2016 19:00 | Pizarro 6  | (15–5)  | Fabra, Rubbo 4 | Tecnópolis, Buenos Aires |
| 19 juni 2016 19:00 | 3×         |         | 1×             | Tecnópolis, Buenos Aires |

### Finale
| 19 juni 2016 16:30 | Chili   | 24–28 | Brazilië | Tecnópolis, Buenos Aires |
| 19 juni 2016 16:30 | (12–15) |       |          | Tecnópolis, Buenos Aires |
| 19 juni 2016 16:30 |         |       |          | Tecnópolis, Buenos Aires |

## All-Star Team
- Doel:  Matías Schulz
- Linkerhoek:  Minik Dahl Høegh
- Linkeropbouw:  Felipe Ribeiro
- Middenopbouw:  Sebastián Simonet
- Rechteropbouw:  Fábio Chiuffa
- Rechterhoek:  Rodrigo Salinas
- Cirkelloper:  Esteban Salinas

## Eindrangschikking
| Goud | Zilver | Brons | 4e plaats |
| Brazilië César Augusto de Almeida Maik dos Santos Felipe Borges Lucas Candido Fábio Chiuffa André Soares João Pedro da Silva Diogo Hubner Henrique Teixeira Thiagus Petrus dos Santos Oswaldo Guimaraes Haniel Langaro Leonardo Felipe Santos José Toledo Alexandro Pozzer Ales Silva Vinicius Teixeira | Chili Felipe Barrientos Felipe García René Oliva Pablo Baeza Erik Caniu Sebastián Ceballos Erwin Feutchmann Emil Feutchmann Nicolás Jofre Cristian Moll Ramírez Daniel Ayala Víctor Donoso Harald Feutchmann Javier Frelijj Diego Reyes Rodrigo Salinas Esteban Salinas | Argentinië Fernando García Matías Schulz Federico Fernández Federico Pizarro Adrián Portela Pablo Vainstein Guido Riccobelli Sebastián Simonet Julián Souto Cueto Leonardo Querin Pablo Simonet Agustín Vidal Federico Vieyra Mariano Cánepa Gonzalo Carou Sergio Crevatin Pablo Portela | Uruguay Manuel Adler Felipe González Sebastián Abdala Braulio Lees Federico Rubbo Rodrigo Botejara Nicolás Fabra Maxi Cancio Facundo Liston Diego Morandeira Gabriel Spangerberg Sebastián Vecino Alejandro Velazco Francisco Ancheta Pablo Brum Gabriel Chaparro |